# Passaport nacional britànic (d'ultramar)
El passaport nacional britànic (d'ultramar) (en anglès: British National (Overseas) passport), comunament conegut per les seves sigles passaport BN(O), és un passaport britànic per a persones que tinguin la nacionalitat britànica d'ultramar (nacionalitat que s'aconsegueix si va ser ciutadà dels Territoris Britànics d'Ultramar).
El passaport es va expedir per primera vegada el 1987 després de la Llei de Hong Kong de 1985, a partir de la qual es va crear aquesta nova classe de nacionalitat britànica. Els titulars de passaports BN(O) són residents permanents de Hong Kong que fins al 30 de juny de 1997 eren ciutadans dels Territoris Britànics d'Ultramar i s'havien registrat com BN(O). A partir del 31 de gener de 2021, els titulars de passaports BN(O) poden sol·licitar un permís de residència limitat que els permeti treballar o estudiar al Regne Unit durant 5 anys, i després sol·licitar l'estatut de resident. A continuació, els titulars podran sol·licitar la nacionalitat al cap de 12 mesos més. Això es deu a la imposició a Hong Kong, per part del govern central xinès, de la controvertida llei de seguretat nacional. Això és una cosa que el Regne Unit considera una violació del principi de «Un país, dos sistemes», tal com estableix la Declaració Conjunta Sinó-Britànica de 1984, un tractat internacionalment vinculant.
El 29 de gener de 2021, el portaveu del Ministeri d'Afers exteriors, Zhao Lijian, va anunciar que la República Popular de la Xina deixaria de reconèixer els passaports BN(O) a partir del 31 de gener.